# Tourettov sindrom
Tourettov sindrom ali bolezen tikov, s krajšavo TS  (znan tudi kot Gilles de la Touretteov sindrom ali krajše, GTS) je dedna nevrološka motnja z zgodnjim začetkom v otroštvu, ki pa se s starostjo večinoma omili ali celo preide. Za motnjo je značilen pojav tikov (trzajev), ki so omejeni na zgornji del telesa in tipične vokalizacije (na primer smrkanje, kašljanje). Vokalizacije se s časom lahko razvijejo v kletvice (koprolalija). Pri bolnikih s Tourettovim sindromom se lahko kažejo značilnosti obsesivno kompulzivne motnje ali hiperkinetične motnje (ADHD). Pogoste so tudi druge komorbidne motnje, kot so panični napadi, nenadno menjavanje razpoloženja, depresija in anksioznost. Težave bolnikov s tourettovim sindromom lahko lajšamo z nekaterimi psihiatričnimi zdravili in s tem zmanjšamo stres, ki ga bolezen lahko povzroča, saj so oboleli predvsem otroci in mlajši odrasli ter je zato njihova interakcija z okolico obremenjena in s tem razvoj otežen.

## Vzroki
Pri nastanku TS pomembno vlogo igra genetika, prav tako pa na izražanje vpliva tudi okolje. Dedovanje naj bi ustrezalo avtosomno dominantnem vzorcu z variabilno penetranco. Natančnih vzrokov za nastanek TS zaenkrat še ne poznamo, raziskave pa kažejo na nenormalnosti v določenih delih možganov in sicer v področju bazalnih ganglijev in čelnega režnja velikih možganov. Prav tako so lahko vzrok bolezni  povezave med temi področji in odstopanja v ravni nevrotransmiterjev (omenjajo se serotonin, noradrenalin in dopamin), ki so odgovorni za  komunikacijo med temi nevroni. Sama klinična slika bolezni je lahko precej kompleksna, zato lahko pričakujemo, da bodo kompleksni tudi vzroki za njen nastanek.

## Epidemiologija
Bolezen se navadno pojavi pri populaciji mlajši od 18 let. Prevalenca TS je višja pri otrocih kot pri odraslih, kar je posledica zmanjšanja intenzivnosti simptomov s staranjem s tem pa upad števila diagnosticiranih primerov. Bolezen ne prizanaša nobeni rasni, etnični ali socialni skupini, vendar je štirikrat pogostejša pri moških kot pri ženskah. Rezultati raziskav so različni in se razlikujejo predvsem glede na izbrano starostno skupino, spol, populacijo in uporabljene diagnostične postopke. Ocenjena prevalenca v splošni populaciji je okoli 1% pri otrocih od 5 do 18 let pa so raziskave pokazale gibanje okoli 0.4% do 3.8%. Težave pri proučevanju pojavljanja bolezni povzroča tudi dejstvo, da je bolezen težko odkriti saj se je oboleli v začetku največkrat ne zaveda. Tako breme prepoznave največkrat pade na učitelje in starše, ki pa s simptomi navadno niso seznanjeni. TS pogosto spremljajo tudi druge nevropsihiatrične bolezni, ki lahko prikrijejo pravo težavo.

## Simptomi
Najprepoznavnejše značilnosti TS so motorični in vokalni tiki. Tiki so nenadni, neritmični, ponavljajoči se gibi določene skupine mišic in jih glede na zapletenost delimo na enostavne in kompleksne. Primer enostavnega motoričnega tika je na primer mežikanje, primer enostavnega vokalnega pa smrkanje. Kompleksni tiki lahko obsegajo dotikanje delov telesa, dotikanje predmetov, ponavljanje slišanih stavkov, preklinjanje. Tiki se pogosteje pojavljajo ko je oseba nervozna, navdušena ali pod pritiskom. Zmanjšanje intenzivnosti tikov dosežemo z mirnostjo in z opravili, ki zahtevajo osredotočenost. Tiki se pojavljajo tudi med spanjem, vendar niso tako izraženi.
Pojavljanje tikov v otroštvu še ne pomeni diagnoze TS, saj ima tike v tem obdobju kar 20% otrok.
Za diagnozo TS je potreben pojav več motoričnih tikov in vsaj enega vokalnega tika v obdobju enega leta, ob tem pa oseba brez tikov ne sme biti več kot 3 mesece. Diagnozo TS lahko spremljata tudi obsesivno kompulzivna motnja in hiperkinetična motnja (v nadaljevanju ADHD).

## Zdravljenje
Za TS ne poznamo zdravila. Zdravi se tike in komorbidnosti, ki ovirajo normalno delovanje človeka.

### Farmakološko zdravljenje
Ne obstaja zdravilo, ki bi pomagalo vsem s TS in nobeno popolnoma ne odstrani simptomov. Možnosti zdravljenja za zmanjšanje tikov so:
- zdravila, ki blokirajo dopamin v možganih (kot na primer antagonist dopaminskega D2 receptorja  haloperidol). Ta zdravila imajo lahko kot stranski učinek povečanje telesne teže.
- botulinusni toksin tip A, se v nekaterih državah uporablja za zdravljenje vokalnih tikov. Injicirajo ga neposredno v prizadeto mišico in to lahko olajša tik.

Poleg zdravil za zdravljenje tikov pa ti bolniki pogosto dobijo še druga zdravila, ki lajšajo pridružene motnje. Te motnje so odvisne od posameznika. Pri nekaterih se izrazijo, pri drugih ne. Pogoste pridružene motnje so ADHD, depresija, panični napadi in obsesivno-kompulzivna motnja (OKM v nadaljevanju). Uporablja se naslednja zdravila:
- antidepresivi (na primer fluoksetin) za zdravljenje depresije, OKM in tesnobe;
- stimulatorna zdravila (na primer metilfenidat in dekstroamfetamin) se uporabljajo za dvig koncentracije in pozornosti pri tistih z ADHD;
- inhibitorji centralnega adrenergičnega sistema (na primer klonidin) pomagajo pri obvladovanju vedenjskih motenj kot so na primer napadi jeze.[1][3]

### Psihiatrično zdravljenje
Podporne terapije kot so vedenjska terapija in psihoterapija nudijo lažje shajanje z boleznijo v vsakdanjem življenju, vendar pa ne odpravijo tikov.
Psihoterapijo se uporablja za spremljajoče motnje kot so ADHD, obsesije, depresijo in anksioznost. Vedenjska terapija lahko služi za lažje obvladovanje tikov in prepoznavanje zgodnjih znakov (neprijetne zaznave, ki se pojavijo pred tikom). Bolnik se nauči reagirati na zgodnje znake s hotnimi gibi, ki lahko zavrejo tik.

## Prognoza
Pričakovana življenjska doba je enaka kot pri povprečni populaciji. Prav tako TS ne vpliva na intelektualne zmožnosti. Pri večini bolnikov se stanje celo izboljša samo po sebi v poznih najstniških letih in začetku dvajsetih. Popravi se lahko do te mere, da vsi simptomi izzvenijo. Pri drugih pa se z leti lahko simptomi zmanjšujejo, vseeno pa so lahko prisotne komorbidne motnje kot so: ADHD, OKM, depresija, generalizirana anksioznost, panični napadi in menjavanje razpoloženja. Te pa z leti same po sebi navadno ne izzvenijo.

## Družba in kultura
Zaradi nenavadnosti je TS kljub redkosti moč najti v nekaterih filmih.

### Znane osebnosti s TS
- Tim Howard, vratar pri Everton F.C.
- André Malraux, francoski minister za kulturo
- Mahmoud Abdul-Rauf (prej znan kot Chris Jackson), bivši igralec NBA
- Lewis Capaldi, škotski pevec

### Pojavljanje TS v filmih
- What Makes Me Tic? (2013) dokumentarni film o TS
- Front of the Class (2008)
- Harvie Krumpet (2003) kratek animiran film
- Brooklyn brez matere (2019)